# Mordheim: City of the Damned
Mordheim: City of the Damned est un jeu vidéo de type tactical RPG développé par Rogue Factor et édité par Focus Home Interactive, sorti en 2015 sur Windows. Il s'agit d'une adaptation du jeu de figurines Mordheim, issu de l'univers Warhammer de Games Workshop.

## Accueil
- Jeuxvideo.com : 16/20[1]